# Nasimszahr
Nasimszahr (perski: نسيم شهر) – miasto w Iranie, w ostanie Teheran. W 2006 roku miasto liczyło 135 824 mieszkańców w31 620 rodzinach.